# 恐れを知らぬ少女
恐れを知らぬ少女（Fearless Girl）は、アメリカ合衆国ニューヨーク市マンハッタンのウォール街にあるニューヨーク証券取引所ビルの向かいに設置されている少女の銅像である。
像は、腰に手を当てて胸を張る身長127cmの女の子であり、2017年当初は国際女性デーに合わせて制作・設置された。金融街を象徴する雄牛のブロンズ像「チャージング・ブル」に正面から向き合う形で立ち、同じ中央分離帯に置かれた。企業経営陣の女性比率向上などのメッセージ性を含んでいる。
設置期間は1週間の予定であったが、大きな反響を呼んだため維持された。しかし、対峙することで悪者かのように見えた「チャージング・ブル」の作者が撤去を求めたこともあり、2018年11月にニューヨーク証券取引所ビルの向かいに移設された。

## 概要
「恐れを知らぬ少女」は、高さ約50インチ（127cm）・重さ約250ポンド（110kg）。設置当初は、ボウリング・グリーンで、高さ11フィート（3.4メートル）・重さ7,100ポンド（3,200キロ）の、巨大な「チャージング・ブル」と向かい合っていた。
像は、職場の性別の多様性について訴えるメッセージ性を持ち、企業が女性を役員に登用することを奨励している。像の下のプレートには、『Know the power of women in leadership. SHE makes a difference（リーダーシップを発揮する女性の力を知ってください。SHEは違いを生む。）』と記載されており、SHEは女性の三人称代名詞と制作依頼したファンド（ステート・ストリート・グローバル・アドバイザーズ）のNASDAQにおけるティッカーシンボルの両方を表していた。
ステート・ストリート・グローバル・アドバイザーズ（SSGA）からの依頼では、両手を腰に当ててあごを上げた少女を描くことと、高さ36インチが指定されていたが、作者のクリステン・ヴィスバルが、「チャージング・ブル」の大きさに合わせて50インチに伸ばした。ブルの作者が批判したように、対峙していることで戦いの象徴にも見えるが、作者は 「彼女は勇敢で、誇り高く、強いだけで、反抗的・好戦的ではありません」と述べている。リアリティのため、デラウェア州の子どもをモデルにした。

## 歴史
この像は、国際女性デーの前日である2017年3月7日に、広告代理店のマッキャン・ニューヨークが展開したキャンペーンで、SSGAによって設置された。SSGAにとっては「女性管理職の登用に積極的な米国企業に投資する」ファンドである「ジェンダー・ダイバーシティ・インデックス」の1周年を記念するものだった。この像のコンセプトは、アートディレクターのリジー・ウィルソンとコピーライターのタリ・ガンビナーが考案した。ウィルソンとガンビナーは、ヴィスバルが参考にした無数のムードボードやイメージを用いて、像のアイデアと外観の両方を確立した。
当初の設置期間は1週間であったが、後に4月2日まで延長され、さらに2018年3月8日まで延長された。延長を後押ししたニューヨーク市長は、「恐れを知らない少女はもはや単なる像ではない。明るい女性の未来を表し、チャンスに制限はないと若い世代の少女たちを鼓舞するものとなった」と述べている。
1年後も人気は衰えず、恒久設置の声が多数寄せられた。交通安全上の懸念や「チャージング・ブル」の作者からの苦情などにより、2018年末にニューヨーク証券取引所の向かいに向き合う形で設置された。ブルの作者は「広告による奇策であり、作品意図が歪められ、連邦著作権法による著作権の侵害」と非難した。ブルは、1987年の「ブラックマンデー」と呼ばれる株価大暴落を乗り越えたニューヨークの、困難に打ち勝つ力を表しているとの意味が付与されている。
元設置場所には少女の足跡をかたどった銘板が置かれた。銘板には「少女像は移設されます。彼女がそこに行くまで、彼女のために立ち上がってください。」と書かれている。

## 反響
エイペックス・マーケティングのアナリストは、設置から1か月の2017年4月の時点で、この像がSSGAにとって740万ドルの無料宣伝をもたらしたと推定している。
カンヌライオンズ 国際クリエイティビティ・フェスティバルでは、「Glass」（ジェンダーの不平等に対処するマーケティングを扱う）部門とPR部門、アウトドア部門、チタニウム部門でグランプリを獲得し、計18個の表彰を受けた。
シンディ・ローパーのようなフェミニストや男社会で格闘してきた金融街の女性たちから称賛された一方、「誤ったフェミニズム」だと批判する声もある。ニューヨーク・タイムズは「企業重役に女性を増やすことより低賃金労働者の３分の２を占める女性の苦境を象徴する像をつくる方が大事だが、いったい誰がそんなものをインスタグラムにあげるだろう」と訴えた。実際にSSGAの親会社ステート・ストリートは女性と黒人社員に対する給料が差別的に低いと判決を受け、計500万ドルを支払っている。